# American Airlines Center
L'American Airlines Center (IPA: [əmɛrəkən ɛrlɑynz sɛntər]) è un'arena situata nel complesso di Victory Park situato a Dallas, Texas. Qui giocano le partite casalinghe i Dallas Stars (NHL), i Dallas Mavericks (NBA) ed i Dallas Desperados (AFL).
La costruzione dell'arena venne finanziata in parte dalle squadre stesse e ha in pratica rimpiazzato la vecchia Reunion Arena. Nel marzo 1999, la compagnia aerea American Airlines annunciò l'acquisto dei diritti di denominazione. L'American Airlines ha sede a Dallas al Dallas-Fort Worth International Airport. Il progetto è stato realizzato da David M. Schwarz della Architectural Services di Washington. L'American Airlines Center è stata progettata per essere il cuore di un nuovo insediamento urbano nella zona commerciale destinata a rilanciare la città di Dallas. L'arena ha ospitato anche numerosi concerti di artisti come Britney Spears, Lady Gaga, Pink, Michelle Branch, Cher, Rihanna, Janet Jackson, Blackpink, Metallica, Justin Bieber, Madonna e Beyoncé.

## Storia

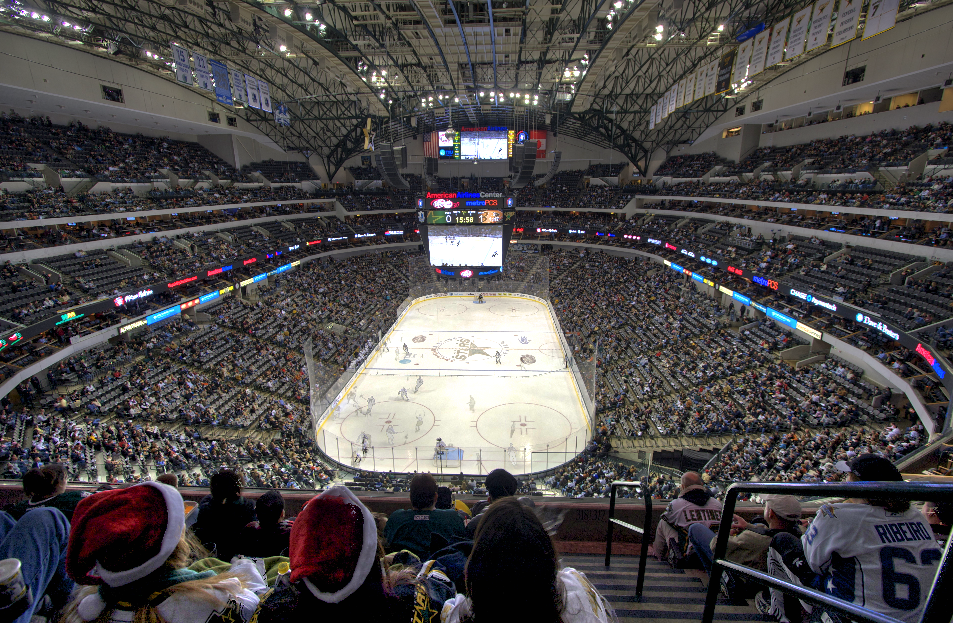
Interni

Nel 1998 i Dallas Mavericks allora di proprietà di Ross Perot Jr. e i Dallas Stars espressero il desiderio di trasferirsi dalla Reunion Arena a un nuovo impianto. Per coprire una parte del finanziamento Dallas mise una tassa imposta su hotel e noleggio auto, le spese restanti furono coperte dalle due squadre beneficianti, i Mavs e gli Stars. Il 18 marzo 1999 l'American Airlines annunciò che avrebbe comprato i diritti sul nome dell'arena per 195 milioni di dollari. Il 27 luglio 2001 l'impianto è stato aperto con la più grande cerimonia del taglio del nastro della storia, finita anche nei Guinness dei record. Il primo evento tenuto alla nuova arena fu un concerto degli Eagles il 28 luglio 2001. Il primo evento sportivo fu la partita di World Indoor Soccer League tra i Dallas Sidekicks e i San Diego Sockers del 19 agosto 2001. La prima partita dei Dallas Mavericks invece fu giocata il 30 ottobre 2001 e vinta 94-87 contro i Detroit Pistons, e la media di spettatori più alta è stata fatta registrare nella stagione 2006-2007 con 20 350 persone a partita che aiutò i Mavericks a postare il loro miglior record casalingo di sempre, 36-5.
Nel 2006 e nel 2011, durante le finali NBA tra i Mavericks e i Miami Heat, l'American Airlines Center ospitò le partite della serie insieme all'AmericanAirlines Arena di Miami, Florida: per questo motivo la serie venne soprannominata "American Airlines Series". Il 24 gennaio 2007 l'arena ha ospitato il 55º NHL All-Star Game. Nel 2007, dopo che i Mavericks, gli Stars ed i Desperados persero tutti al primo turno dei rispettivi play-off, l'arena venne soprannominata "The One and Done Center". Alcuni dei più noti fan dei Mavericks, facilmente riconoscibili alle partite, includono George Clooney, Jamie Foxx, Khloé Kardashian, Bradly Tomberlin, Jessica Simpson, Puff Daddy, Tony Romo e David Hasselhoff. Tra le altre curiosità, l'impianto è stato costruito nella zona dell'ex quartiere di Dallas di Little Mexico.